# José María Bocanegra
José María Bocanegra (Aguascalientes, 25 de maio de 1787 – Cidade do México, 23 de julho de 1862) foi um político, advogado e economista mexicano. Ocupou o cargo de presidente do México durante menos de uma semana entre 18 de Dezembro e 23 de Dezembro de 1829. Tio de Francisco González Bocanegra, autor do Hino Nacional Mexicano.

## Vida
Bocanegra formou-se no Colegio de San Ildefonso na Cidade do México, tornando-se advogado. Durante o período colonial foi advogado da Audiencia (era um tribunal de apelação na Espanha e em seu império) e membro do Colégio de Advogados. Ele foi vice-presidente do Comitê de Caridade do Hospício para os Pobres. Tornou-se deputado ao primeiro Congresso Constituinte mexicano em 1824. Apoiou a ascensão de Agustín de Iturbide ao trono imperial (Plano de Iguala), mas se opôs ao seu exercício de poder arbitrário.
Bocanegra entrou na Câmara dos Deputados em 1827 e, em 26 de janeiro de 1829, o presidente Guadalupe Victoria nomeou-o Ministro do Interior e das Relações Exteriores. Continuou a ocupar este cargo com a mudança da administração para Vicente Guerrero, até 1 de abril de 1829.
Em 4 de dezembro de 1829, o vice-presidente Anastasio Bustamante se revoltou contra Guerrero (Plano de Jalapa). Guerrero recebeu permissão do Congresso para entrar em campo no combate aos rebeldes. Em 16 de dezembro de 1829, Bocanegra foi nomeado presidente interino pelo Congresso durante a ausência de Guerrero em virtude de sua posição como presidente da Suprema Corte. Ele assumiu o cargo em 18 de dezembro e serviu até 23 de dezembro de 1829, por apenas seis dias. Na última data, a guarnição militar da Cidade do México juntou-se ao Plano de Jalapa e retirou o reconhecimento de Bocanegra. Eles instalaram um triunvirato executivo de Pedro Vélez, Lucas Alamán e Luis de Quintanar . Bocanegra voltou às suas funções profissionais de advogado.
Posteriormente, Bocanegra foi Ministro do Tesouro dos presidentes Valentín Gómez Farías e Antonio López de Santa Anna (26 de abril de 1833 a 12 de dezembro de 1833) e Ministro das Relações Exteriores e do Tesouro dos presidentes Santa Anna, Nicolás Bravo e Valentín Canalizo (até 18 Agosto de 1844).
Bocanegra era conhecido como um homem honrado e capaz, que não se sentia à vontade em participar da política, mas sentia que era seu dever fazê-lo. Ele escreveu as Memorias para la Historia de México Independiente. Seu sobrinho Francisco González Bocanegra foi o autor do Hino Nacional Mexicano. José María Bocanegra faleceu em 23 de julho de 1862 no Distrito Federal.